# Рансъмуер
Рансъмуер (на английски: ransom – откуп) или „шифроващи вредителски програми“, е вид малуер, който шифрова информацията на заразения компютър и изнудва потребителя да му плати откуп, за да получи ключ за дешифриране. Макар че съществува от по-рано, разпространението на подобен вид вредителски програми силно нараства след 2009 г., когато е създаден биткойн, тъй като относителната анонимност на страните в сделката прави криптовалутите е изключително подходяща за сделки, извършвани анонимно по интернет и излизащи извън рамките на закона.
Първият рансъмуер е AIDS Trojan (познат още като PC Cyborg), разпространен с безплатни дискети сред участници в международна конференция за СПИН на Световната здравна организация в Стокхолм през 1989 г. и представен уж като програма AIDS Version 2.0 за откриване на СПИН.
Повечето от съществуващия рансъмуер е за операционната система Windows, но има варианти и за Linux и OS. Има и варианти за мобилни телефони (предимно работещи с Android), та дори и за интелигентни термостати. Той може да проникне в компютъра на потребителите по три основни пътя: спам по електронната поща, използване на компрометирани уеб сайтове и вредителски реклами (malwertising).